# Nowotwory drobnookrągłokomórkowe

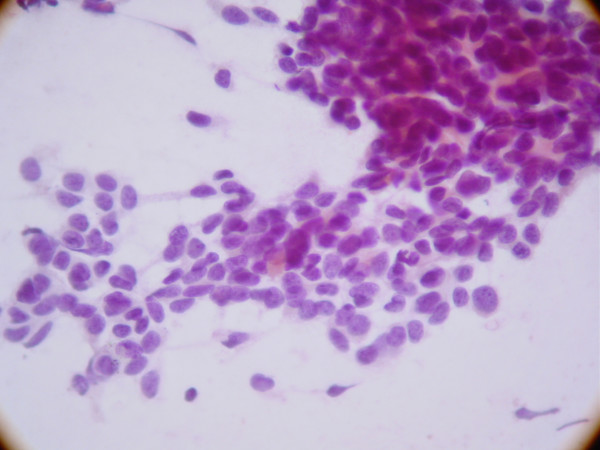
Obraz histologiczny desmoplastycznego guza drobnookrągłokomórkowego jamy brzusznej (IDSRCT), nowotworu z grupy guzów drobnookrągłoniebieskokomórkowych

Nowotwory drobnookrągłoniebieskokomórkowe (ang. small round (blue) cell tumors) – grupa nowotworów złośliwych występujących przede wszystkim u dzieci. Wspólną cechą tych nowotworów jest ich niskie zróżnicowanie. Guzy zbudowane są z morfologicznie podobnych, małych komórek z okrągłymi, dużymi, silnie hiperchromatycznymi jądrami komórkowymi, barwiącymi się hematoksyliną i eozyną na granatowo; stąd nazwa grupy tych guzów. Należą tu:
- nerczak płodowy (guz Wilmsa, nephroblastoma)
- mięsak Ewinga (sarcoma Ewingi)
- nerwiak płodowy (neuroblastoma)
- obwodowy niedojrzały guz neuroektodermalny (ang. peipheral primitive neuroectodermal tumor, PNET)
- siatkówczak (retinoblastoma)
- rdzeniak zarodkowy (medulloblastoma)
- szyszyniak zarodkowy (pinealoblastoma)
- nerwiak węchowy zarodkowy (esthesioneuroblastoma, ENB)
- chłoniak nieziarniczy (non-Hodgkin lymphoma)
- mięśniakomięsak prążkowanokomórkowy (rhabdomyosarcoma)
- desmoplastyczny guz drobnookrągłokomórkowy jamy brzusznej (IDSRCT, ang. intraabdominal desmoplastic small round cell tumor).

Podobieństwo histologiczne guzów utrudnia ich diagnostykę różnicową; dopiero zastosowanie immunohistochemii i badań cytogenetycznych w połączeniu z danymi klinicznymi umożliwia postawienie prawidłowego rozpoznania. Antygeny przydatne w diagnostyce różnicowej guzów drobnookrągłoniebieskokomórkowych wieku dziecięcego przedstawia tabelka:
| Guz             | Desmina | Wimentyna | Keratyna | Neurofilamenty | Synaptofizyna | CD-57 | S-100 | CD99(p30/32MIC) | LCA (CD45) |
| --------------- | ------- | --------- | -------- | -------------- | ------------- | ----- | ----- | --------------- | ---------- |
| Nerwiak płodowy | -       | -         | -        | +              | +             | +     | +     | -               | -          |
| Mięsak Ewinga   | -/+     | +         | +/-      | -/+            | -             | -/+   | -     | +               | -          |
| PNET            | -/+     | +         | -/+      |                | +/-           | +/-   | +/-   | +               | -          |
| Guz Wilmsa      | +       | +         | +        | -              | -             |       |       | -               | -          |
| RMS             | +       | +         | -/+      | -              | -             | -/+   | -     | -               | -          |
| NHL             | -       | +/-       | -        | -              | -             | -     | -     | +/-             | +          |
| IDSRCT          | +       | +         | +        |                | +             | +     | +     | -/+             | -          |
| ENB             |         |           | -/+      | +              | +             |       | +     |                 |            |

 Symbol (-/+) oznacza brak ekspresji antygenu w większości przypadków i pojedyncze odczyny dodatnie; symbol (+/-) oznacza przewagę odczynów dodatnich nad ujemnymi. 

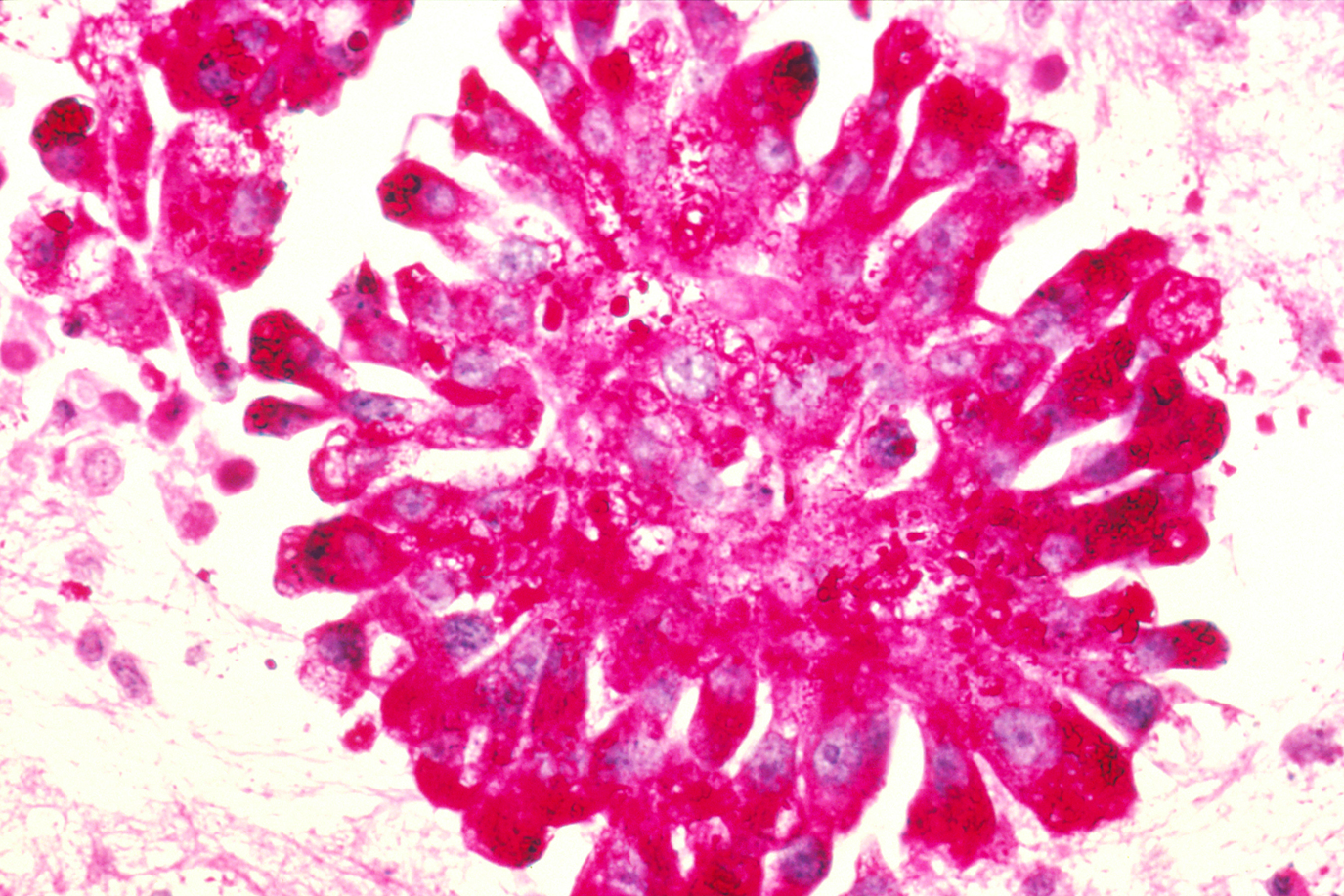
Komórki przerzutu mięsaka Ewinga

Nierzadko pomocna w diagnostyce różnicowej guzów drobookrągłoniebieskokomórkowych jest cytogenetyka. Określenie rodzaju mutacji w komórkach nowotworu często ma znaczenie rozstrzygające:
| Nowotwór                                                  | Mutacja                            |
| --------------------------------------------------------- | ---------------------------------- |
| Nerwiak zarodkowy                                         | amp MYCN del 1p                    |
| Mięśniakomięsak prążkowanokomórkowy, wariant pęcherzykowy | t(2;1) t(1;13)                     |
| Mięśniakomięsak prążkowanokomórkowy, wariant zarodkowy    | +2q +8 +20 del 11p15.5             |
| Mięsak Ewinga                                             | t(11;22)(q14;q12) t(21;22) t(7;22) |
| Guz Wilmsa                                                | del 11p13 del 11p15.5 del 16q13    |
| Siatkówczak                                               | del 13q14.1                        |
| Chłoniak                                                  | t(9;22)                            |
| Rdzeniak zarodkowy                                        | i 17q                              |
| Nerwiak węchowy zarodkowy                                 | +8 (niekiedy)                      |

 t - translokacja; del - delecja; i - izochromosom; + - dodatkowy chromosom; amp - amplifikacja 